# Tingiška Mavretanija
Tingiška Mavretanija (latinsko Mavretania Tingitana), rimska provinca v severozahodni Afriki na ozemlju sedanjega Maroka in španskih mest Cevte in Melile. Provinca se je raztezala od polotoka nasproti Gibraltarju na severu do Chellah (ali Sale) in Volubilisa na jugu. Na vzhodu je segala do reke Qued Lau. Glavno mesto province je bil Tingis (berbersko: Tingi), sodobni Tanger. Drugi večji mesti sta bili Iulia Valentia Banasa in Lixus.

## Zgodovina
Po smrti zadnjega mavretanskega kralja Ptolemaja leta 40 n. št. je rimski cesar Klavdij njegovo kraljestvo razdelil na rimski provinci Tingitansko in Cezarejsko Mavretanijo. Mejo med njima je postavil na reko Muluko (sedanja Moulouja) kakšnih 60 km zahodno od Orana v Alžiriji.
Rimska zasedba ni segala globoko v notranjost kontinenta. Na skrajnem zahodu je segala na jug do Volubilisa, ki je bil obdan z obročem vojaških taborov in obrambnih jarkov. Sala Colonia na atlantski obali je bila obdana z jarkom, okopom in vrsto stražnih stolpov. 
Niz utrdb ni bil zvezen, saj ni nobenega dokaza o obstoju obrambnega zidu, kakršni so bili na primer v Britaniji. Zid je nadomeščala mreža trdnjav in jarkov, ki je delovala kot filter. Limes, ki je varoval ozemlje pod neposredno rimsko oblastjo, je imel prehode skozi velika naselja in je nadziral nomade in njihove poti med sezonskimi selitvami med mesti in kmetijami na zasedenem ozemlju.
Nekatera plemena so živela na obeh staneh limesa, čeprav je bili število prebivalcev precej majhno. Mesto Volubilis je imelo večino 2. stoletja morda 20.000 prebivalcev. Iz napisov je razvidno, da je bilo samo 10-20 % prebivalcev evropskega porekla. Ostali del preivalstva so bili domačini.
Rimski zgodovinarji, tudi Ptolemaj, so vse ozemlje Maroka severno od Atlasa prištevali k Rimskemu cesarstvu, ker je bila Mavretanija v času cesarja Avgusta vazalna država in so njeni vladarji, na primer Juba I., vladali vsemu ozemlju južno od Volubilisa. Rimske legije so v resnici obvladovale samo ozemlje do Sale Colonie. Nekateri zgodovinarji, na primer Leon Afričan, so bili prepričani, da sega meja rimske oblasti vse do Casablance, ki so jo kot svoje pristanišče ustanovili Rimljani. 
Po odpravi Gaja Svetonija Pavlina leta 41 n. št. je Plinij starejši opisal nekaj podrobnosti o ozemlju južno od Atlasa:
Svetonij Pavlin, ki je bil v našem času konzul, je bil prvi rimski general, ki je prodrl nekaj kilometrov preko Atlasa. Dal nam je enake podatke, kot smo jih (pred tem) dobili iz drugih virov. Omenil je izredno višino te gore in hkrati povedal, da je ob vznožju povsod poraščena z gostimi visokimi gozdovi. Drevesa, kakršnih dotlej ni poznal, so presenetljivo visoka. Debla so brez grč in imajo gladko in sijajno skorjo, listi pa so podobni cipresinim in oddajajo močan vonj. Pokriti so s svilnatim puhom, iz katerega se z nekaj spretnosti lahko izdela fina tkanina, podobna tisti, ki jo proizvajajo sviloprejke. Povedal nam je, da so gore tudi v poletnih mesecih zasnežene in da je do tja potreboval deset dni hoje. Pot je nadaljeval še malo na drugo stran do reke z imenom Ger (morda do severnega pritoka reke Niger). Pot je vodila skozi puščavo, pokrito s črnim peskom, zaradi katerega so skale povsod izgledale kot bi bile ožgane. Kraji so zaradi velike vročine povsem neprimerni za bivanje, kar je izkusil tudi sam, čeprav je bila takrat zima.

## Rimska provinca
Cesar Avgust je že med vladanjem kralja Juba ob atlantski obali Mavretanije ustanovil tri kolonije z rimskimi državljani: Iulia Constantia Zilil, Iulia Valentia Banasa in Iulia Campestris Babba. Ta del zahodne Mavretanije je kmalu zatem postal provinca Tingiška Mavretanija (Mauretania Tingitana). Regija je ostala del Rimskega cesarstva vse do leta 429, ko so severno Afriko preplavili Vandali.
Najpomembnejše mesto v provinci je bil Volubilis, ki je bil hkrati upravno in gospodarsko središče province. Na rodovitni zemlji so proizvajali predvsem žito in oljčno olje, ki so ga izvažali v Rim. Arheološke raziskave so pokazale, da je bila v rimskem obdobju v provinci tudi judovska skupnost.
Najpomembnejša mavretanska izvozna proizvoda sta bila purpur in dragocen les. Poleg že omenjenega žita in olja so izvažali tudi druge kmetijske pridelke in živali, tudi leve in leoparde. Domorodne Mavre so zelo cenili in rekrutirali v rimsko vojsko, predvsem v lahko konjenico. 
Z državnimi reformami cesarja Dioklecijana je Mavretanija leta 296 postale del dioceze Hispanije, z njeno razširitvijo pa del pretorske prefekture Galije. Cezarejska Mavretanija je pripadla diocezi Afriki. 
V Notitii Dignitatum v poglavju o vojaški organizaciji cesarstva piše, da je imel comes Tingitaniae dve legiji, tri veksilacije in dve palatinski pomožni enoti. Iz ohranjenih izvirnih dokumentov se da razbrati, da sta imeli obe mavretanski provinci skupno vojaško poveljstvo na čelu z duksom Mavretanije (nižji vojaški položaj), ki je poveljeval sedmim kohortam in eni ali. 
Leta 422 so se v rimski provinci Betiki na Iberskem polotoku naselili germanski Vandali kralja Gunderika in začeli od tam napadati Tingiško Mavretanijo. Leta 427 je comes Africae Bonifacij zavrnil ukaz cesarja Valentinijana III. za svoj odpoklic in porazil vojsko, ki jo je cesar poslal nadenj. Z naslednjo vojsko, ki ga je napadla leta 428, je imel Bonifacij manj sreče. Istega leta je Gunderika nasledil Gejzerik. Bonifacij ga je povabil v Afriko in mu dal na razpolago ladje za prevoz do Tingisa. Vandale je poskušal zadržati v Mavretaniji, Vandali pa so zavrnili vse njegove ukaze in odkorakali proti Kartagini, kjer so povzročili veliko opustošenje. 

## Bizantinci
Leta 533 je bizantinski general Belizar v imenu cesarja Justinijana I. ponovno osvojil nekdanjo diocezo Afriko. Vse ozemlje zahodno od Cezareje so Vandali že pred tem prepustili Mavrom, Bizantincem pa je uspelo ponovno namestiti vojaško posadko v Septemu (sedanja Ceuta). Septem je bil zadnje bizantinsko oporišče v Tingiški Mavretaniji. Ostanek nekdanje rimske province so priključili k bizantinskemu delu Al Andaluza pod imenom Prefektura Afrika.
Večina severnoafriške obale je bila kasneje organizirana kot civilni Kartaginski eksarhat, ki je imel kot izpostavljeno oporišče poseben status v obrabmnem sistemu cesarstva.
Ko so vso severno Afriko osvojili omajadski kalifi, so krščanstvo in poganstvo zamenjali z islamom in obe Mavretaniji združili v provinco Al Maghrib, kar pomeni Zahod. Ime se je obdržalo kot uradno ime sedanjega kraljestva Maroka. V provinco je bila vključena tudi več kot polovica sodobne Alžirije.
Rimska arheološka najdišča so v Volubulisu, v katerem je bilo upravno središče in Gordijeva palača, Sala Colonia (sedanja Chellah) in Iulia Constantia Zilil (sedanji Dchar Dždid, 40 km jugozahodno od Tangerja).